# Galatasaray Spor Kulübü 2017-2018
Questa voce raccoglie le informazioni riguardanti il Galatasaray Spor Kulübü nelle competizioni ufficiali della stagione 2017-2018.

## Maglie e sponsor

### Sponsor
Lo sponsor tecnico per la stagione 2017-2018 è Nike, mentre lo sponsor ufficiale è Türk Telekom, azienda contattata nel 2013.
| Casa | Trasferta | Terza divisa |

## Rosa
| N. |                        | Ruolo | Calciatore             |
| -- | ---------------------- | ----- | ---------------------- |
| 1  | Uruguay (bandiera)     | P     | Fernando Muslera       |
| 2  | Brasile (bandiera)     | D     | Mariano                |
| 3  | Brasile (bandiera)     | D     | Maicon                 |
| 4  | Turchia (bandiera)     | D     | Serdar Aziz            |
| 5  | Turchia (bandiera)     | D     | Ahmet Çalık            |
| 6  | Turchia (bandiera)     | C     | Tolga Ciğerci          |
| 7  | Turchia (bandiera)     | C     | Yasin Öztekin          |
| 8  | Turchia (bandiera)     | C     | Selçuk İnan (capitano) |
| 9  | Svizzera (bandiera)    | A     | Eren Derdiyok          |
| 10 | Marocco (bandiera)     | C     | Younès Belhanda        |
| 11 | Germania (bandiera)    | A     | Sinan Gümüş            |
| 14 | Norvegia (bandiera)    | D     | Martin Linnes          |
| 15 | Paesi Bassi (bandiera) | C     | Ryan Donk              |
| 16 | Francia (bandiera)     | P     | Cédric Carrasso        |

| N. |                       | Ruolo | Calciatore         |
| -- | --------------------- | ----- | ------------------ |
| 17 | Turchia (bandiera)    | C     | Emrah Başsan       |
| 18 | Francia (bandiera)    | A     | Bafétimbi Gomis    |
| 20 | Senegal (bandiera)    | C     | Badou Ndiaye       |
| 21 | Turchia (bandiera)    | D     | Tarık Çamdal       |
| 22 | Turchia (bandiera)    | D     | Hakan Balta        |
| 23 | Francia (bandiera)    | D     | Lionel Carole      |
| 24 | Capo Verde (bandiera) | A     | Garry Rodrigues    |
| 25 | Brasile (bandiera)    | C     | Fernando           |
| 28 | Germania (bandiera)   | D     | Koray Günter       |
| 33 | Romania (bandiera)    | D     | Iasmin Latovlevici |
| 46 | Turchia (bandiera)    | C     | Barış Zeren        |
| 55 | Giappone (bandiera)   | D     | Yūto Nagatomo      |
| 64 | Belgio (bandiera)     | D     | Jason Denayer      |
| 67 | Turchia (bandiera)    | P     | Eray İşcan         |
| 88 | Turchia (bandiera)    | C     | Gökay Güney        |
| 89 | Algeria (bandiera)    | C     | Sofiane Feghouli   |

## Calciomercato

### Sessione estiva
| Acquisti         | Acquisti         | Acquisti         | Acquisti         |
| R.               | Nome             | da               | Modalità         |
| Altre operazioni | Altre operazioni | Altre operazioni | Altre operazioni |
| R.               | Nome             | da               | Modalità         |
| ---------------- | ---------------- | ---------------- | ---------------- |

| Cessioni         | Cessioni         | Cessioni         | Cessioni         |
| R.               | Nome             | a                | Modalità         |
| Altre operazioni | Altre operazioni | Altre operazioni | Altre operazioni |
| R.               | Nome             | a                | Modalità         |
| ---------------- | ---------------- | ---------------- | ---------------- |

### Sessione invernale
| Acquisti         | Acquisti         | Acquisti         | Acquisti         |
| R.               | Nome             | da               | Modalità         |
| Altre operazioni | Altre operazioni | Altre operazioni | Altre operazioni |
| R.               | Nome             | da               | Modalità         |
| ---------------- | ---------------- | ---------------- | ---------------- |

| Cessioni         | Cessioni         | Cessioni         | Cessioni         |
| R.               | Nome             | a                | Modalità         |
| Altre operazioni | Altre operazioni | Altre operazioni | Altre operazioni |
| R.               | Nome             | a                | Modalità         |
| ---------------- | ---------------- | ---------------- | ---------------- |

## Risultati

### Süper Lig

#### Girone di andata
| Arbitro: | Halis Özkahya |

|                                         |           |           |
| Ciğerci 16’ Belhanda 35’ Gomis 37’, 87’ | Marcatori | 29’ Gülen |

| Arbitro: | Halil Umut Meler |

|            |           |                                  |
| Gürler 58’ | Marcatori | 14’ Maicon 31’ Gomis 56’ Ciğerci |

| Arbitro: | Ali Palabıyık |

|                                   |           |  |
| Ciğerci 41’, 71’ Gomis 83’ (rig.) | Marcatori |  |

| Arbitro: | Halis Özkahya |

|           |           |           |
| Eto'o 82’ | Marcatori | 34’ Gomis |

| Arbitro: | Cüneyt Çakır |

|                |           |  |
| Gomis 44’, 79’ | Marcatori |  |

| Arbitro: | Fırat Aydınus |

|             |           |                          |
| Delarge 14’ | Marcatori | 73’ Feghouli 81’ Ciğerci |

| Arbitro: | Alper Ulusoy |

|                              |           |                            |
| Feghouli 17’ Maicon 22’, 90’ | Marcatori | 27’ Yatabaré 84’ Seleznyov |

| Arbitro: | Özgür Yankaya |

|  |           |                |
|  | Marcatori | 54’, 77’ Gomis |

| Istanbul 22 ottobre 2017, ore 18:30 EEST 9ª giornata | Galatasaray  | 0 – 0 referto | Fenerbahçe | Türk Telekom Arena (50 291 spett.)\| Arbitro: \| Cüneyt Çakır \| |
| Arbitro:                                             | Cüneyt Çakır |               |            |                                                                  |

| Arbitro: | Halis Özkahya |

|                       |           |               |
| N'Doye 49’ Yazıcı 69’ | Marcatori | 86’ Rodrigues |

| Arbitro: | Serkan Çınar |

|                                                         |           |            |
| Mariano 7’ Maicon 43’ Gomis 46’, 81’ (rig.) Ciğerci 50’ | Marcatori | 84’ Šćekić |

| Arbitro: | Ali Palabıyık |

|                                                    |           |           |
| Attamah 25’ Adebayor 42’, 58’, 76’ (rig.) Frei 89’ | Marcatori | 55’ Gomis |

| Arbitro: | Hüseyin Göçek |

|                       |           |  |
| Öztekin 33’ Gomis 88’ | Marcatori |  |

| Arbitro: | Fırat Aydınus |

|                                 |           |  |
| Tosun 46’ Tošić 70’ Negredo 90’ | Marcatori |  |

| Arbitro: | Ümit Öztürk |

|                                                    |           |                            |
| Fernando 49’ Gomis 51’ Belhanda 70’ Feghouli 90+4’ | Marcatori | 17’ (aut.) Maicon 45’ Adın |

| Arbitro: | Ali Palabıyık |

|                         |           |            |
| Pereira 38’ Boutaïb 43’ | Marcatori | 74’ Ndiaye |

| Arbitro: | Yaşar Kemal Uğurlu |

|                                      |           |                   |
| Rodrigues 19’ Öztekin 53’ Maicon 70’ | Marcatori | 9’ (rig.) Jahović |

#### Girone di ritorno
| Arbitro: | Cüneyt Çakır |

|           |           |                                   |
| Bulut 52’ | Marcatori | 12’, 18’ Derdiyok 90+1’ Rodrigues |

| Arbitro: | Halil Umut Meler |

|                        |           |  |
| Feghouli 37’ Gomis 88’ | Marcatori |  |

| Arbitro: | Fırat Aydınus |

|                            |           |              |
| Ndinga 16’ Koné 57’ (rig.) | Marcatori | 79’ Derdiyok |

| Arbitro: | Barış Şimşek |

|                             |           |  |
| Gomis 14’, 20’ Feghouli 38’ | Marcatori |  |

| Arbitro: | Halis Özkahya |

|                               |           |               |
| Diagne 45+3’ (rig.) Koita 80’ | Marcatori | 37’ Rodrigues |

| Arbitro: | Bülent Yıldırım |

|                                              |           |  |
| Gomis 11’, 72’, 90+2’ Rodrigues 42’ Aziz 49’ | Marcatori |  |

| Arbitro: | Mete Kalkavan |

|  |           |                                                                               |
|  | Marcatori | 5’, 18’, 26’, 33’ Gomis 16’ (aut.) Özgür Yılmaz 40’ Rodrigues 64’ Sinan Gümüş |

| Arbitro: | Halil Umut Meler |

|                     |           |         |
| Gomis 69’ Gümüş 86’ | Marcatori | 2’ Moke |

| Istanbul 17 marzo 2018, ore 19:00 EET 26ª giornata | Fenerbahçe      | 0 – 0 referto | Galatasaray | Şükrü Saracoğlu Stadium (45 375 spett.)\| Arbitro: \| Bülent Yıldırım \| |
| Arbitro:                                           | Bülent Yıldırım |               |             |                                                                          |

| Arbitro: | Fırat Aydınus |

|                       |           |           |
| Feghouli 7’ Gomis 60’ | Marcatori | 90’ Kucka |

| Arbitro: | Cüneyt Çakır |

|            |           |  |
| Uludağ 90’ | Marcatori |  |

| Arbitro: | Halil Umut Meler |

|                                 |           |  |
| Mariano 60’ Adebayor 90’ (aut.) | Marcatori |  |

| Arbitro: | Ümit Öztürk |

|                             |           |                                         |
| J. Fernándes 22’ Akbaba 60’ | Marcatori | 4’ Gomis 17’ (aut.) Tzavellas 82’ Gümüş |

| Arbitro: | Fırat Aydınus |

|                            |           |  |
| Fernando 23’ Rodrigues 70’ | Marcatori |  |

| Arbitro: | Ali Palabıyık |

|          |           |                    |
| Aziz 50’ | Marcatori | 15’, 18’ Rodrigues |

| Arbitro: | Bülent Yıldırım |

|                       |           |  |
| Belhanda 1’ Gomis 12’ | Marcatori |  |

| Arbitro: | Cüneyt Çakır |

|  |           |           |
|  | Marcatori | 66’ Gomis |

### UEFA Europa League

#### Secondo turno preliminare
| Arbitro: | Juan Martínez Munuera |

|                           |           |  |
| Ghoddos 68’ Hopcutt 90+2’ | Marcatori |  |

| Arbitro: | Bastian Dankert |

|           |           |                  |
| Çalık 69’ | Marcatori | 60’ (rig.) Nouri |

## Statistiche

### Statistiche di squadra
| Competizione     | Punti       | In casa | In casa | In casa | In casa | In casa | In casa | In trasferta | In trasferta | In trasferta | In trasferta | In trasferta | In trasferta | Totale | Totale | Totale | Totale | Totale | Totale | DR  |
| Competizione     | Punti       | G       | V       | N       | P       | Gf      | Gs      | G            | V            | N            | P            | Gf           | Gs           | G      | V      | N      | P      | Gf     | Gs     | DR  |
| ---------------- | ----------- | ------- | ------- | ------- | ------- | ------- | ------- | ------------ | ------------ | ------------ | ------------ | ------------ | ------------ | ------ | ------ | ------ | ------ | ------ | ------ | --- |
| Süper Lig        | 75 Campione | 17      | 16      | 1       | 0       | 46      | 9       | 17           | 8            | 2            | 7            | 29           | 24           | 34     | 24     | 3      | 7      | 75     | 33     | +42 |
| Coppa di Turchia |             | 4       | 3       | 0       | 1       | 12      | 4       | 4            | 2            | 1            | 1            | 8            | 5            | 8      | 5      | 1      | 2      | 20     | 9      | +11 |
| Europa League    |             | 1       | 0       | 1       | 0       | 1       | 1       | 0            | 0            | 0            | 1            | 0            | 2            | 2      | 0      | 1      | 1      | 1      | 3      | -2  |
| Totale           |             | 22      | 19      | 2       | 1       | 59      | 14      | 21           | 10           | 3            | 9            | 37           | 31           | 44     | 29     | 5      | 10     | 96     | 45     | +51 |

### Andamento in campionato
| Giornata  | 1 | 2 | 3 | 4 | 5 | 6 | 7 | 8 | 9 | 10 | 11 | 12 | 13 | 14 | 15 | 16 | 17 | 18 | 19 | 20 | 21 | 22 | 23 | 24 | 25 | 26 | 27 | 28 | 29 | 30 | 31 | 32 | 33 | 34 |
| --------- | - | - | - | - | - | - | - | - | - | -- | -- | -- | -- | -- | -- | -- | -- | -- | -- | -- | -- | -- | -- | -- | -- | -- | -- | -- | -- | -- | -- | -- | -- | -- |
| Luogo     | C | T | C | T | C | T | C | T | C | T  | C  | T  | C  | T  | C  | T  | C  | T  | C  | T  | C  | T  | C  | T  | C  | T  | C  | T  | C  | T  | C  | T  | C  | T  |
| Risultato | V | V | V | N | V | V | V | V | N | P  | V  | P  | V  | P  | V  | P  | V  | V  | V  | P  | V  | P  | V  | V  | V  | N  | V  | P  | V  | V  | V  | V  | V  | V  |
| Posizione | 1 | 1 | 1 | 1 | 1 | 1 | 1 | 1 | 1 | 1  | 1  | 1  | 1  | 2  | 1  | 3  | 2  | 2  | 2  | 2  | 1  | 2  | 1  | 1  | 1  | 1  | 1  | 2  | 1  | 1  | 1  | 1  | 1  | 1  |

Legenda:

Luogo: C = Casa; T = Trasferta. Risultato: V = Vittoria; N = Pareggio; P = Sconfitta.